# نقطه در سانتی‌متر

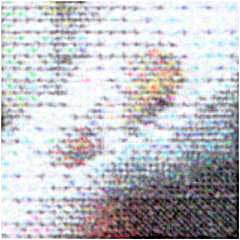
بزرگنمائی از پرینت گرفته شده توسط یک چاپگر جوهرافشان

دی‌پی‌سی‌ام (به انگلیسی: DPCm) یا نقطه در سانتی‌متر (به انگلیسی: Dots per CM) واحد اندازه‌گیری کیفیت تصویر و ویدئو است که تعداد تراکم نقاط بر روی یک خط یک سانتی‌متری قرار می‌گیرند، را بیان می‌کند و برای سیستم امپریال از دی‌پی‌آی (به انگلیسی: dpi) استفاده می‌شود.
از دی‌پی‌سی‌ام در CSS3 استفاده می‌شود.

## تبدیل
رابطهٔ بین دی‌پی‌آی و دی‌پی‌سی‌ام برای تعدادی از اعداد به شرج زیر است:
| DPI (نقطه در اینچ) | dpcm (نقطه در سانتی‌متر) | Pitch (µm) |
| ------------------ | ----------------------- | ---------- |
| ۷۲                 | ۲۸                      | ۳۵۰        |
| ۹۶                 | ۳۸                      | ۲۶۵        |
| ۱۵۰                | ۵۹                      | ۱۶۹        |
| ۳۰۰                | ۱۱۸                     | ۸۵         |
| ۲۵۴۰               | ۱۰۰۰                    | ۱۰         |
| ۴۰۰۰               | ۱۵۷۵                    | ۶          |